# Копа либертадорес 2025.
Копа КОНМЕБОЛ Либертадорес 2025. је 66. издање Копа либертадореса, најпрестижнијег клупског фудбалског турнира у Јужној Америци, који организује КОНМЕБОЛ. Такмичење је започело 4. фебруара и планирано је да се заврши 29. новембра 2025. године, а финале ће се одиграти у Лими, Перу.
Победник Копа Либертадорес 2025. стиче право да игра против победника Копа Судамерикане 2025. у РеКопа Судамерикани 2026. Такође ће се аутоматски квалификовати за ФИФА Интерконтинентални куп 2025, Светско клупско првенство ФИФА 2029. и групну фазу Копа Либертадорес 2026.
Ботафого је актуелни шампион.

## Учешће екипа
Следећих 47 тимова из 10 чланица КОНМЕБОЛ-а квалификовало се за турнир:
- Освајач Копа либертадореса 2024.
- Освајач Копа Судамерикане 2024.
- Бразил: 7 места
- Аргентина: 7 места
- Све остале асоцијације: 4 места свака

Фазе уласка се одређује на следећи начин:
- Групна фаза: 28 тимова
  - Освајач Копа либертадореса
  - Освајач Копа Судамерикане
  - Тимови који су се квалификовали за места 1–5 из Аргентине и Бразила
  - Тимови који су се квалификовали за места 1–2 из свих других асоцијација
- Друго коло квалификација: 13 тимова
  - Тимови који су се квалификовали за места 6–7 из Бразила
  - Тим који се квалификовао за место 6 из Аргентине
  - Тимови који су се квалификовали за места 3–4 из Чилеа и Колумбије
  - Тимови који су се квалификовали за 3. место из свих других асоцијација
- Прво коло квалификација: 6 тимова
  - Тимови који су се квалификовали за 4. место из Боливије, Еквадора, Парагваја, Перуа, Уругваја и Венецуеле.

| Асоцијација   | Тим (место)                         | Почетна фаза   | Начин квалификације                                                                                      |
| ------------- | ----------------------------------- | -------------- | --- |
| (6 + 1 места) | Расинг (Копа Судамерикана)          | Групна фаза    | Освајач Копа Судамерикане 2024.                                                                          |
| (6 + 1 места) | Велез Сарсфилд (Аргентина 1)        | Групна фаза    | Шампион Аргентине                                                                                        |
| (6 + 1 места) | Естудијантес (Аргентина 2)          | Групна фаза    | Освајач Лига купа                                                                                        |
| (6 + 1 места) | Сентрал Кордоба (Аргентина 3)       | Групна фаза    | Освајач Купа Аргентине                                                                                   |
| (6 + 1 места) | Таљарес Кордоба (Аргентина 4)       | Групна фаза    | Најбољи тим који се још није квалификовао на збирној табели Лига Купа и шампионата Аргентине 2024.       |
| (6 + 1 места) | Ривер Плејт (Аргентина 5)           | Групна фаза    | Други најбољи тим који се још није квалификовао на збирној табели Лига Купа и шампионата Аргентине 2024. |
| (6 + 1 места) | Бока јуниорс (Аргентина 6)          | Друго коло кв. | Трећи најбољи тим који се још није квалификовао на збирној табели Лига Купа и шампионата Аргентине 2024. |
| (4 места)     | Сан Антонио Було Було (Боливија 1)  | Групна фаза    | Освајач Апертуре                                                                                         |
| (4 места)     | Боливар (Боливија 2)                | Групна фаза    | Освајач Клаусуре                                                                                         |
| (4 места)     | Стронгест (Боливија 3)              | Друго коло кв. | Најбољи тим који се још није квалификовао на збирној табели шампионата Боливије 2024.                    |
| (4 места)     | Блуминг (Боливија 4)                | Прво коло кв.  | Пети најбољи тим који се још није квалификовао на збирној табели шампионата Боливије 2024.               |
| (7 + 1 места) | Ботафого (Бранилац трофеја)         | Групна фаза    | Освајач Копа либертадореса 2024.                                                                         |
| (7 + 1 места) | Фламенго (Бразил 1)                 | Групна фаза    | Освајач Купа Бразила                                                                                     |
| (7 + 1 места) | Палмеирас (Бразил 2)                | Групна фаза    | Другопласирани у шампионату Бразила                                                                      |
| (7 + 1 места) | Форталеза (Бразил 3)                | Групна фаза    | Четвртопласирани у шампионату Бразила                                                                    |
| (7 + 1 места) | Интернасионал (Бразил 4)            | Групна фаза    | Петопласирани у шампионату Бразила                                                                       |
| (7 + 1 места) | Сао Пауло (Бразил 5)                | Групна фаза    | Шестопласирани у шампионату Бразила                                                                      |
| (7 + 1 места) | Коринтијанс (Бразил 6)              | Друго коло кв. | Седмопласирани у шампионату Бразила                                                                      |
| (7 + 1 места) | Баија (Бразил 7)                    | Друго коло кв. | Осмопласирани у шампионату Бразила                                                                       |
| (4 места)     | Коло Коло (Чиле 1)                  | Групна фаза    | Шампион Чилеа                                                                                            |
| (4 места)     | Универсидад (Чиле 2)                | Групна фаза    | Другопласирани у шампионату Чилеа                                                                        |
| (4 места)     | Депортес Икике (Чиле 3)             | Друго коло кв. | Трећепласирани у шампионату Чилеа                                                                        |
| (4 места)     | Њубленсе (Чиле 4)                   | Друго коло кв. | Финалиста Купа Чилеа                                                                                     |
| (4 места)     | Атлетико Букараманга (Колумбија 1)  | Групна фаза    | Освајач Апертуре                                                                                         |
| (4 места)     | Атлетико Насионал (Колумбија 2)     | Групна фаза    | Освајач Финалисасиона                                                                                    |
| (4 места)     | Депортес Толима (Колумбија 3)       | Друго коло кв. | Најбољи тим који се још није квалификовао на збирној табели шампионата Колумбије 2024.                   |
| (4 места)     | Санта Фе (Колумбија 4)              | Друго коло кв. | Други најбољи тим који се још није квалификовао на збирној табели шампионата Колумбије 2024.             |
| (4 места)     | ЛДУ Кито (Еквадор 1)                | Групна фаза    | Шампион Еквадора                                                                                         |
| (4 места)     | Индепендијенте дел Ваље (Еквадор 2) | Групна фаза    | Другопласирани у шампионату Еквадора                                                                     |
| (4 места)     | Барселона (Еквадор 3)               | Друго коло кв. | Најбољи тим који се још није квалификовао на збирној табели шампионата Еквадора 2024.                    |
| (4 места)     | Ел Насионал (Еквадор 4)             | Прво коло кв.  | Освајач Купа Еквадора                                                                                    |
| (4 места)     | Олимпија (Парагвај 1)               | Групна фаза    | Шампион првенства (Апертура или Клаусура) са бољим резултатом на збирној табели                          |
| (4 места)     | Либертад (Парагвај 2)               | Групна фаза    | Шампион првенства (Апертура или Клаусура) са лошијим резултатом на збирној табели                        |
| (4 места)     | Серо Портењо (Парагвај 3)           | Друго коло кв. | Најбољи тим који се још није квалификовао на збирној табели шампионата Парагваја 2024.                   |
| (4 места)     | Насионал Асунсион (Парагвај 4)      | Прво коло кв.  | Финалиста Купа Парагваја                                                                                 |
| (4 места)     | Университарио (Перу 1)              | Групна фаза    | Шампион Перуа                                                                                            |
| (4 места)     | Спортинг Кристал (Перу 2)           | Групна фаза    | Другопласирани у шампионату Перуа                                                                        |
| (4 места)     | Мелгар (Перу 3)                     | Друго коло кв. | Трећепласирани у шампионату Перуа                                                                        |
| (4 места)     | Алијанса Лима (Перу 4)              | Прво коло кв.  | Четвртопласирани у шампионату Перуа                                                                      |
| (4 места)     | Пењарол (Уругвај 1)                 | Групна фаза    | Шампион Уругваја                                                                                         |
| (4 места)     | Насионал Монтевидео (Уругвај 2)     | Групна фаза    | Другопласирани у шампионату Уругваја                                                                     |
| (4 места)     | Бостон Ривер (Уругвај 3)            | Друго коло кв. | Најбољи тим који се још није квалификовао на збирној табели шампионата Уругваја 2024.                    |
| (4 места)     | Дефенсор Спортинг (Уругвај 4)       | Прво коло кв.  | Други најбољи тим који се још није квалификовао на збирној табели шампионата Уругваја 2024.              |
| (4 места)     | Депортиво Тачира (Венецуела 1)      | Групна фаза    | Шампион Венецуеле                                                                                        |
| (4 места)     | Карабобо (Венецуела 2)              | Групна фаза    | Другопласирани у шампионату Венецуеле                                                                    |
| (4 места)     | Универсидад Сентрал (Венецуела 3)   | Друго коло кв. | Најбољи тим који се још није квалификовао на збирној табели шампионата Венецуеле 2024.                   |
| (4 места)     | Монагас (Венецуела 4)               | Прво коло кв.  | Други најбољи тим који се још није квалификовао на збирној табели шампионата Венецуеле 2024.             |

## Распоред такмичења
Распоред такмичења је следећи:
| Фаза           | Датум жреба        | Прва утакмица | Друга утакмица |
| -------------- | ------------------ | --- | --- |
| Прво коло кв.  | 19. децембар 2024. | 4–6 фебруар 2025. | 11–13 фебруар 2025. |
| Друго коло кв. | 19. децембар 2024. | 18–20 фебруар 2025. | 25–27 фебруар 2025. |
| Треће коло кв. | 19. децембар 2024. | 4–6 март 2025. | 11–13 март 2025. |
| Групна фаза    | 17 март 2025.      | - Прво коло: 1–3 април 2025. - Друго коло: 8–10 април 2025. - Треће коло: 22–24 април 2025. - Четврто коло: 6–8 мај 2025. - Пето коло: 13–15 мај 2025. - Шесто коло: 27–29 мај 2025. | - Прво коло: 1–3 април 2025. - Друго коло: 8–10 април 2025. - Треће коло: 22–24 април 2025. - Четврто коло: 6–8 мај 2025. - Пето коло: 13–15 мај 2025. - Шесто коло: 27–29 мај 2025. |
| Осмина финала  | 4 јун 2025.        | 12–14 август 2025. | 19–21 август 2025. |
| Четвртфинале   | 4 јун 2025.        | 16–18 септембар 2025. | 23–25 септембар 2025. |
| Полуфинале     | 4 јун 2025.        | 21–23 октобар 2025. | 28–30 октобар 2025. |
| Финале         | 4 јун 2025.        | 29 новембар 2025. у Лими | 29 новембар 2025. у Лими |

## Жреб
Жребање за квалификационе фазе одржано је 19. децембра 2024. године у 12:00 PYT (UTC−3) у Конвенцијском центру КОНМЕБОЛ-а у Луки, Парагвај.
Тимови су били носиоци на основу њиховог рангирања клубова КОНМЕБОЛ-а закључно са 16. децембром 2024. године, узимајући у обзир следећа три фактора:
- учинак у последњих 10 година, узимајући у обзир резултате Копа Либертадорес и Копа Судамерикане у периоду 2015–2024,
- историјски коефицијент, узимајући у обзир резултате Копа Либертадорес у периоду 1960–2014. и Копа Судамерикане у периоду 2002–2014. године и
- локални шампионат, са бонус поенима додељеним шампионима домаће лиге у последњих 10 година.

За прво коло квалификација, шест тимова су извучени у три пара (E1–E3), при чему су тимови из шешира 1 домаћини реванш утакмице.
| Шешир 1                                                          | Шешир 2                                                 |
| ---------------------------------------------------------------- | ------------------------------------------------------- |
| - Алијанса Лима (50) - Ел Насионал (68) - Дефенсор Спортинг (75) | - Насионал Асунсион (85) - Монагас (99) - Блуминг (111) |

За друго коло квалификација, 16 тимова су подељени у осам парова (Ц1–Ц8), при чему су тимови из Шешира 1 домаћини реванш утакмице. Тимови из исте асоцијације нису могли бити извучени у исти пар, осим три победника првог кола квалификација, који су били носиоци у Шеширу 2 и чији идентитет није био познат у тренутку жреба, те су могли бити извучени у исти пар са другим тимом из исте асоцијације.
| Шешир 1 | Шешир 2 |
| --- | --- |
| - Бока јуниорс (3) - Коринтијанс (18) - Серо Портењо (20) - Барселона (25) - Санта Фе (45) - Мелгар (51) - Баија (77) - Њубленсе (90) | - Депортес Икике (153) - Бостон Ривер (206) - Универсидад Сентрал (без ранга) - Стронгест (36) - Депортес Толима (54) - Победник пара E1 - Победник пара E2 - Победник пара E3 |

За треће коло квалификација, осам победника другог кола су распоређени без жреба у следећа четири пара (Г1–Г4), при чему тим у сваком пару са вишим КОНМЕБОЛ рејтингом бива домаћин реванш утакмице.
- Победник другог кола кв. Ц1 против победника другог кола кв. Ц8
- Победник другог кола кв. Ц2 против победника другог кола кв. Ц7
- Победник другог кола кв. Ц3 против победника другог кола кв. Ц6
- Победник другог кола кв. Ц4 против победника другог кола кв. Ц5

За групну фазу, 32 тима су извучена у осам група (Групе A–Х) од по четири екипа, при чему свака група садржи по један тим из сваког од четири шешира. Тимови из исте асоцијације нису могли бити извучени у исту групу, изузев четири победника трећег кола квалификација, који су били додељени у Шешир 4 и могли су бити извучени у исту групу са другим тимом из исте асоцијације.
| Шешир 1 | Шешир 2 | Шешир 3 | Шешир 4 |
| --- | --- | --- | --- |
| - Ботафого (21) - Ривер Плејт (1) - Палмеирас (2) - Фламенго (4) - Пењарол (5) - Нас. Монтевидео (6) - Сао Пауло (8) - Расинг (12) | - Олимпија (13) - ЛДУ Кито (14) - Интернасионал (15) - Либертад (16) - Инд. дел Ваље (17) - Коло Коло (23) - Естудијантес (24) - Боливар (27) | - Атл. Насионал (28) - Велез Сарсфилд (29) - Форталеза (37) - Спортинг Кристал (38) - Университарио (41) - Таљарес Кордоба (46) - Депортиво Тачира (49) - Универсидад (57) | - Карабобо (173) - Атл. Букараманга (198) - Сентрал Кордоба (Без ранга) - Було Було (Без ранга) - Алијанса Лима (50) - Баија (77) - Серо Портењо (20) - Барселона (25) |

- Ботафого као бранилац трофеја је аутоматски сврстан у Шешир 1.
- Бранилац титуле Копа Судамерикане (који се обично налази у Шеширу 2) био је распоређен у Шешир 1 због њиховог ранга клубова КОНМЕБОЛ-а (ФК Расинг).
- Алијанса Лима, Баија, Серо Портењо и Барселона као екипе које су до групе стигле из квалификација, распоређене су у Шешир 4.

## Квалификације
У квалификационим фазама, сваки двомеч се играо по систему домаћин-гост. У случају укупног нерешеног резултата, нису се играли продужеци, већ се победник одређивао извођењем пенала.
Квалификационе фазе су структурисане на следећи начин:
- Прво коло (6 тимова): Три победника прве фазе пролазе у другу фазу и придружују се 13 тимова који су директно пласирани у другу фазу.
- Друга коло (16 тимова): Осам победника друге фазе пролази у трећу фазу.
- Трећа коло (8 тимова): Четири победника треће фазе пролазе у групну фазу и придружују се 28 директних учесника. Четири тима која испадну у трећој фази улазе у групну фазу Копа Судамерикане.

### Прво коло квалификација
| Тим #1            | рез.                | Тим #2            | прва утакмица | друга утакмица |
| ----------------- | ------------------- | ----------------- | ------------- | -------------- |
| Блуминг           | 4 : 4 (3 : 4, пен.) | Ел Насионал       | 3 : 2         | 1 : 2          |
| Насионал Асунсион | 2 : 4               | Алијанса Лима     | 1 : 1         | 1 : 3          |
| Монагас           | 4 : 0               | Дефенсор Спортинг | 2 : 0         | 2 : 0          |

### Друго коло квалификација
| Тим #1              | рез.                | Тим #2       | прва утакмица | друга утакмица |
| ------------------- | ------------------- | ------------ | ------------- | -------------- |
| Депортес Икике      | 3 : 3 (2 : 1, пен.) | Санта Фе     | 2 : 1         | 1 : 2          |
| Стронгест           | 1 : 4               | Баија        | 1 : 1         | 0 : 3          |
| Монагас             | 1 : 7               | Серо Портењо | 0 : 4         | 1 : 3          |
| Ел Насионал         | 1 : 2               | Барселона    | 0 : 1         | 1 : 1          |
| Универсидад Сентрал | 3 : 4               | Коринтијанс  | 1 : 1         | 2 : 3          |
| Депортес Толима     | 0 : 2               | Мелгар       | 0 : 1         | 0 : 1          |
| Бостон Ривер        | 2 : 1               | Њубленсе     | 1 : 0         | 1 : 1          |
| Алијанса Лима       | 2 : 2 (5 : 4, пен.) | Бока јуниорс | 1 : 0         | 1 : 2          |

### Треће коло квалификација
| Тим #1         | рез.  | Тим #2        | прва утакмица | друга утакмица |
| -------------- | ----- | ------------- | ------------- | -------------- |
| Депортес Икике | 2 : 3 | Алијанса Лима | 1 : 2         | 1 : 1          |
| Бостон Ривер   | 0 : 1 | Баија         | 0 : 0         | 0 : 1          |
| Мелгар         | 2 : 5 | Серо Портењо  | 0 : 1         | 2 : 4          |
| Барселона      | 3 : 2 | Коринтијанс   | 3 : 0         | 0 : 2          |